# Pistosaurus
Pistosaurus longaevus
Famille
Genre
Espèce
Pistosaurus est un genre fossile de reptiles sauroptérygiens étroitement liés aux plésiosaures. Leurs restes fossiles, datant du Trias moyen, ont été découverts en France et en Allemagne. Son nom signifie « lézard aquatique ».
Une seule espèce est rattachée au genre, Pistosaurus longaevus.

## Description
Pistosaurus mesurait environ 3 mètres de long. Ce reptile marin possédait quatre nageoires, un long cou et une tête étroite typiques des plésiosaures, mais son palais et ses épines dorsales ressemblaient plus à ceux des nothosauriens. Il est considéré comme étant un stade évolutif intermédiaire entre les Nothosauria du Trias et des Plesiosauria qui leur ont succédé.

## Classification
Pistosaurus est un genre difficile à classer car il possède des caractéristiques typiques des Nothosauria et des Plesiosauria. Cette information a mené à la création de la famille des Pistosauridae et également à la super-famille des Pistosauroidea dont Pistosaurus longaevus est le genre type. Pistosaurus a été le seul genre de la famille des pistosauridés jusqu'à la découverte du genre Augustasaurus en 1997. Cependant, Augustasaurus a été déclassé de celle-ci à la suite d'une étude cladistique récente qui a affirmé qu'il serait un Pistosauroidea plus évolué.
Ci-dessous, le cladogramme des Pistosauroidea basé d'après Ketchum & Benson (2011) :
|  | Bobosaurus                                                     |
|  |                                                                |
|  | Pistosaurus                                                    |
|  |                                                                |
|  | Yunguisaurus                                                   |
|  |                                                                |
|  | \| \| Augustasaurus \| \| \| \| \| \| Plesiosauria \| \| \| \| |
|  |                                                                |
|  | Augustasaurus                                                  |
|  |                                                                |
|  | Plesiosauria                                                   |
|  |                                                                |

|  | Augustasaurus |
|  |               |
|  | Plesiosauria  |
|  |               |

|  | Bobosaurus                                                     |
|  |                                                                |
|  | Pistosaurus                                                    |
|  |                                                                |
|  | Yunguisaurus                                                   |
|  |                                                                |
|  | \| \| Augustasaurus \| \| \| \| \| \| Plesiosauria \| \| \| \| |
|  |                                                                |
|  | Augustasaurus                                                  |
|  |                                                                |
|  | Plesiosauria                                                   |
|  |                                                                |

|  | Augustasaurus |
|  |               |
|  | Plesiosauria  |
|  |               |

|  | Bobosaurus                                                     |
|  |                                                                |
|  | Pistosaurus                                                    |
|  |                                                                |
|  | Yunguisaurus                                                   |
|  |                                                                |
|  | \| \| Augustasaurus \| \| \| \| \| \| Plesiosauria \| \| \| \| |
|  |                                                                |
|  | Augustasaurus                                                  |
|  |                                                                |
|  | Plesiosauria                                                   |
|  |                                                                |

|  | Augustasaurus |
|  |               |
|  | Plesiosauria  |
|  |               |

|  | Bobosaurus                                                     |
|  |                                                                |
|  | Pistosaurus                                                    |
|  |                                                                |
|  | Yunguisaurus                                                   |
|  |                                                                |
|  | \| \| Augustasaurus \| \| \| \| \| \| Plesiosauria \| \| \| \| |
|  |                                                                |
|  | Augustasaurus                                                  |
|  |                                                                |
|  | Plesiosauria                                                   |
|  |                                                                |

|  | Augustasaurus |
|  |               |
|  | Plesiosauria  |
|  |               |